# Lupinus bicolor
Lupinus bicolor är en ärtväxtart som beskrevs av John Lindley. Lupinus bicolor ingår i släktet lupiner, och familjen ärtväxter.

## Underarter
Arten delas in i följande underarter:
- L. b. bicolor
- L. b. marginatus
- L. b. microphyllus
- L. b. pipersmithii
- L. b. tridentatus
- L. b. umbellatus

## Bildgalleri

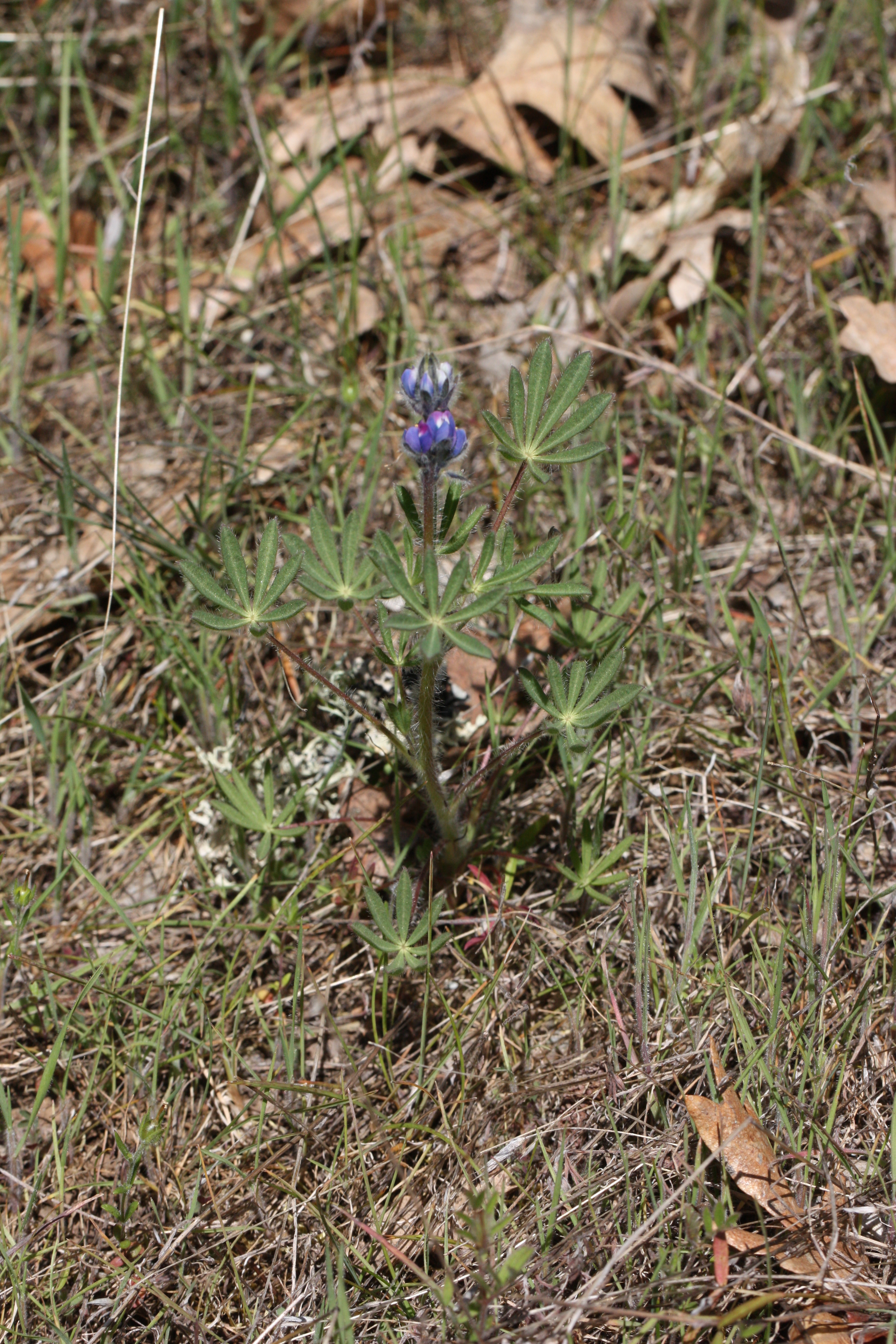
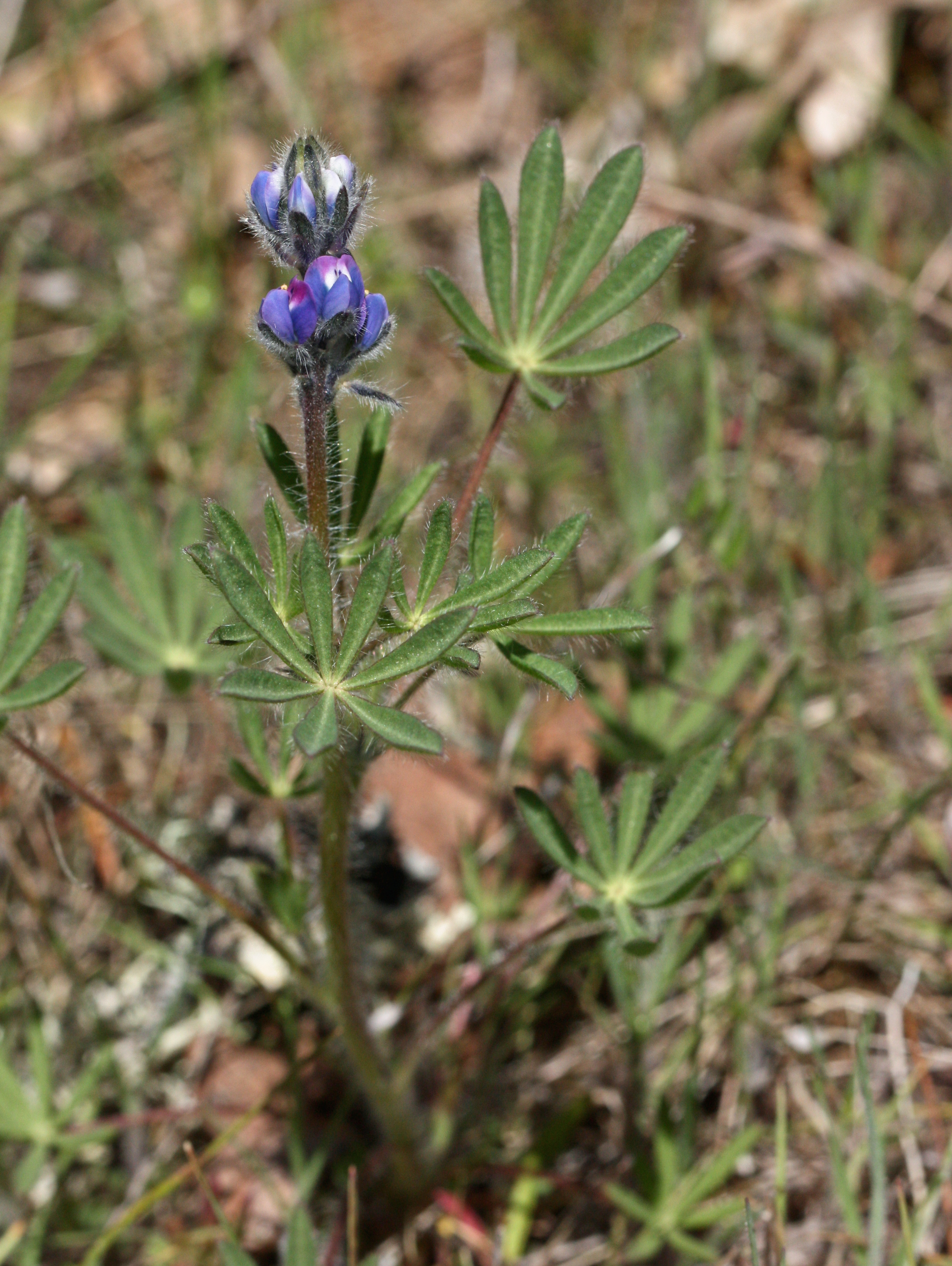
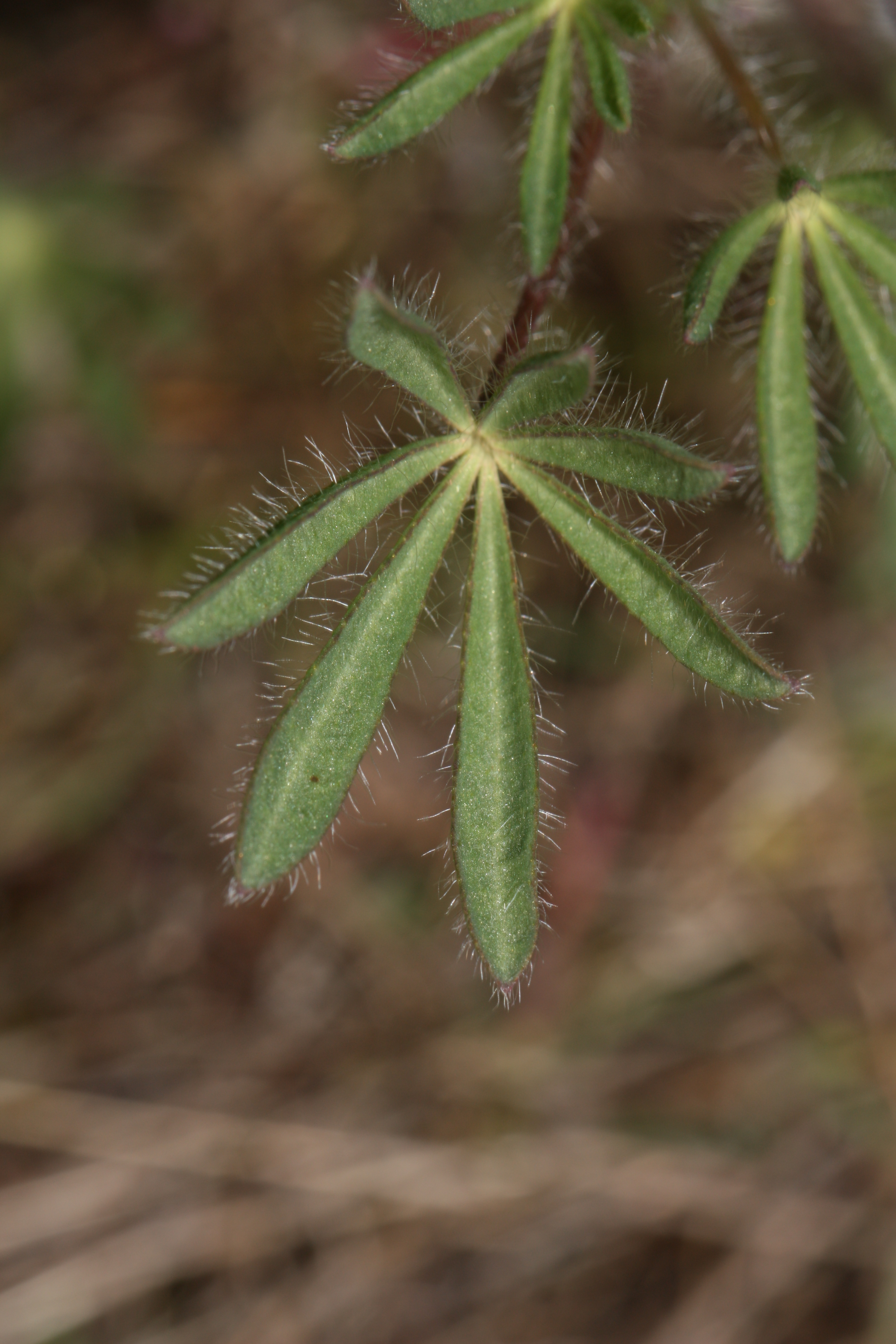
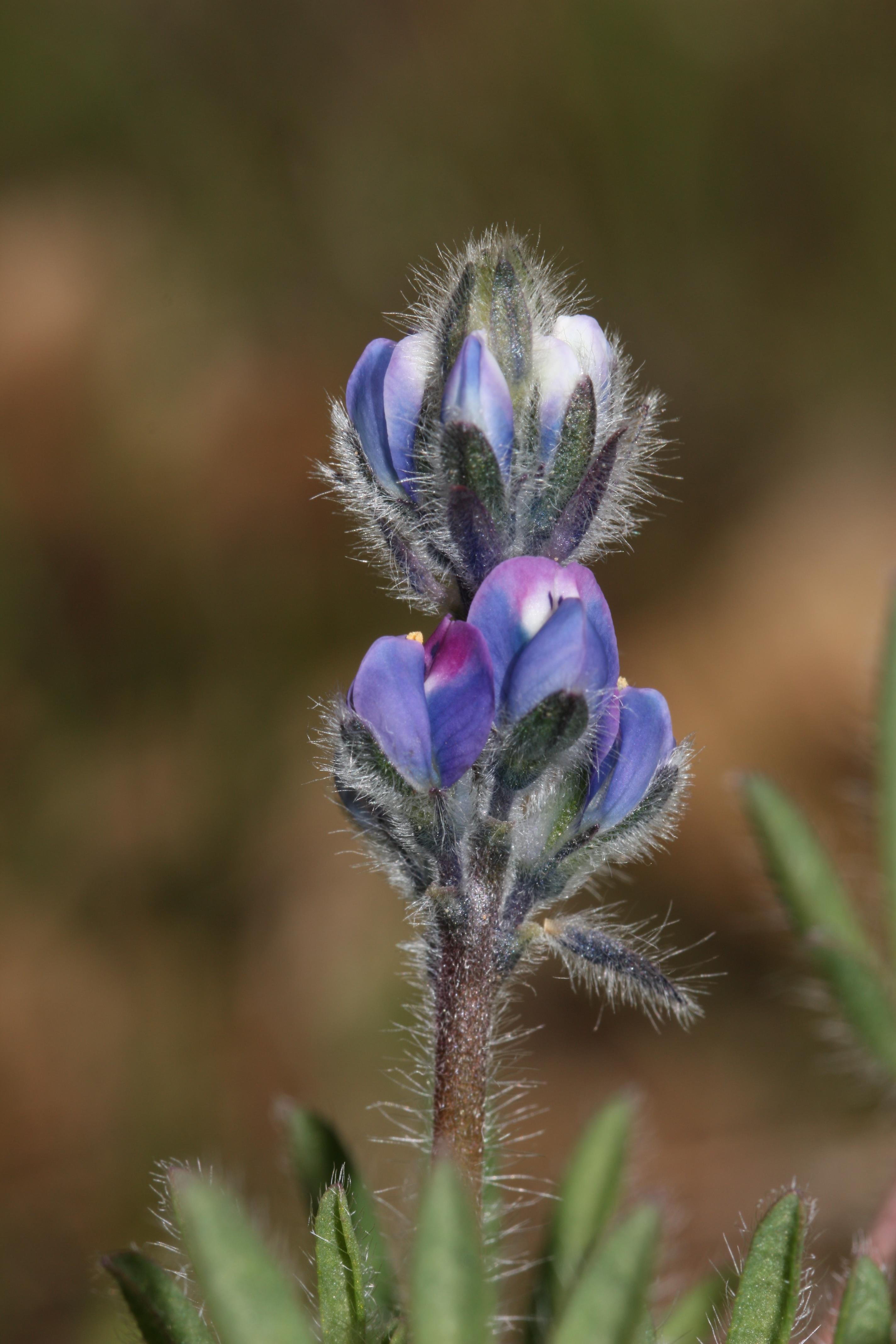
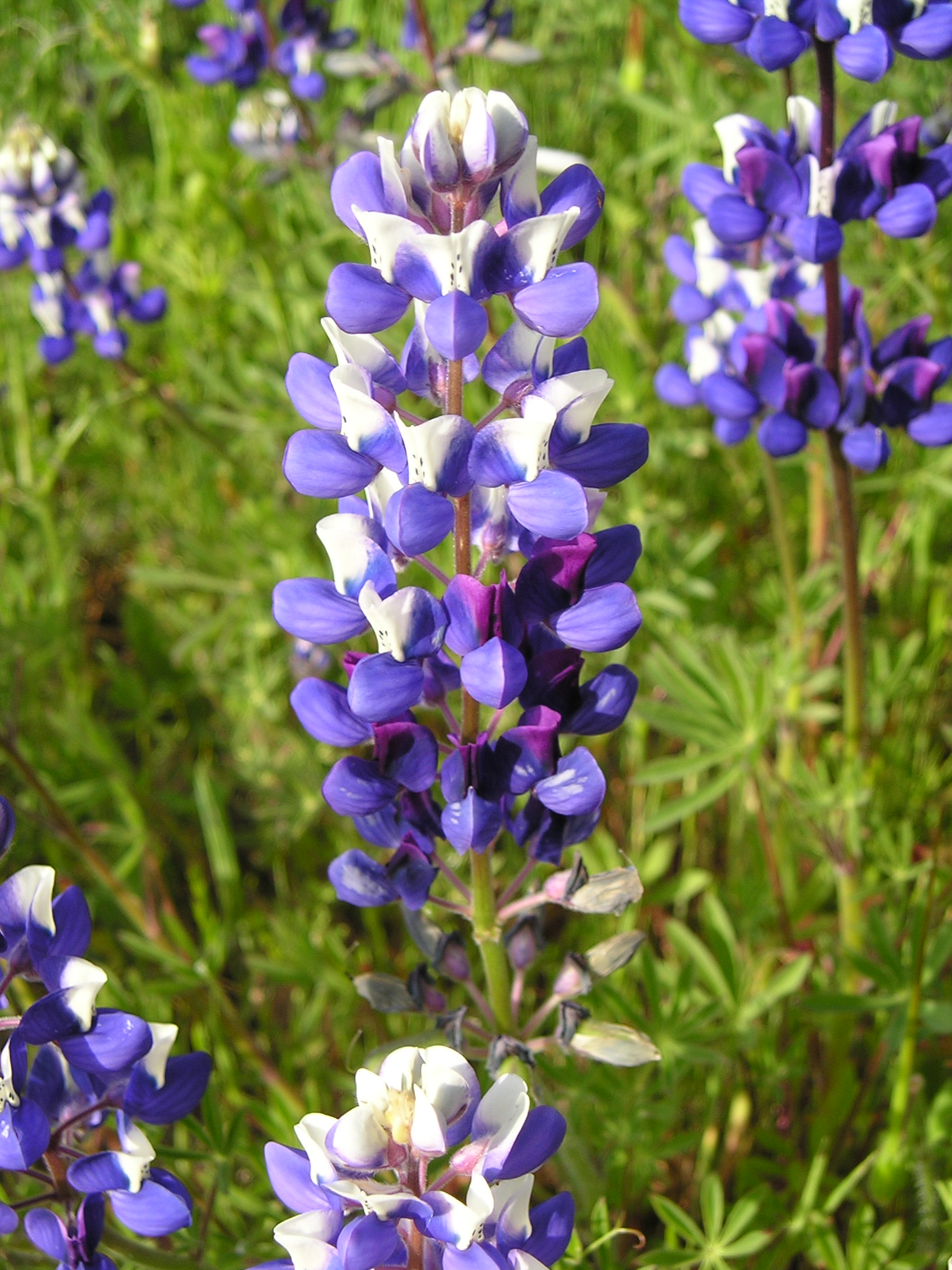
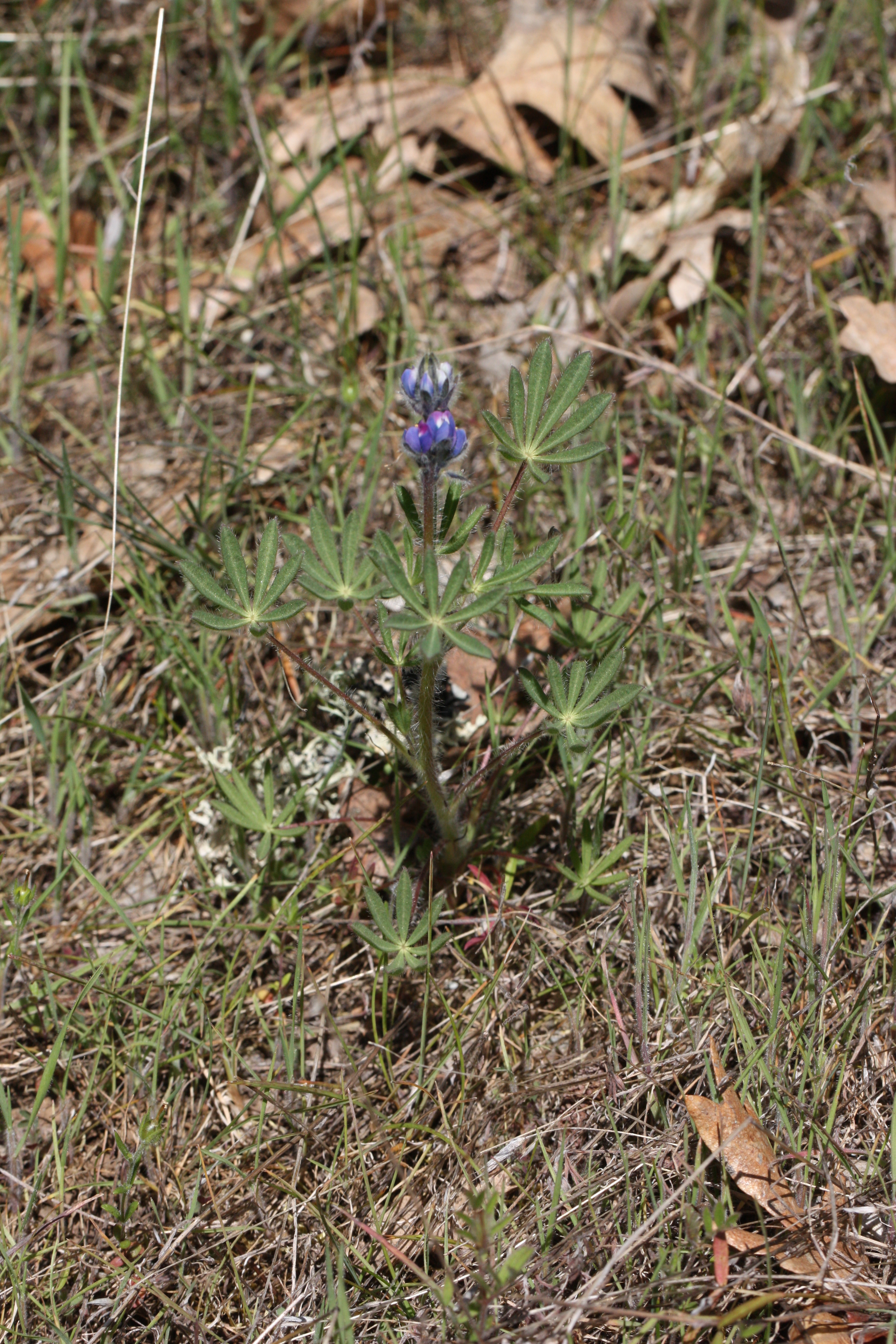